# Середнє Бабаларово
Середнє Бабала́рово (рос. Среднее Бабаларово, башк. Урта Баба) — село у складі Куюргазинського району Башкортостану, Росія. Входить до складу Якшимбетовської сільської ради.
Населення — 64 особи (2010; 77 в 2002).
Національний склад:
- башкири — 100%